# Andrea Bargnani
Andrea Bargnani, né le 26 octobre 1985 à Rome en Italie, est un joueur italien de basket-ball. Il évolue au poste d'ailier fort.

## Biographie

### Carrière en Europe
Après avoir évolué à Rome, il rejoint en 2003 le Benetton Trévise. Pour sa première saison européenne, en Euroligue 2003-2004, Trévise échoue lors du Top 16 face à un autre club italien, le Montepaschi Sienne. Bargnani dispute huit rencontres dans cette compétition et présente des statistiques de 2,4 points, 1,5 rebond, 0,3 passe en 8 minutes 01. En Italie, Trévise remporte la coupe d'Italie en battant Pesaro 85 à 76. Lors de sa seconde saison au Benetton, le club termine en tête de son groupe lors du Top 16 mais échoue en quart de finale face au club espagnol de Tau Vitoria, deux défaites 59 à 98 à domicile et 64 à 66 en Espagne. Bargnani, lors des 22 rencontres qu'il dispute en Europe, inscrit 3,7 points, capte 2,1 rebonds, délivre 0,2 passe en 9 minutes 02. Pour la troisième année consécutive, Benetton remporte la coupe d'Italie, le second titre de Bargnani dans cette compétition, en l'emportant face 74 à 64 à Bipop Carire Reggio Emilia. En championnat d'Italie, il présente des statistiques de 6,8 points, 3,1 rebonds, 1,3 passe en 14 minutes 8, compétition où Trévise, premier de la phase régulière, s'incline lors de la cinquième manche décisive de sa demi-finale face à Milan.
La saison européenne de Bargnani est marquée par des statistiques de 10,9 points, 4,1 rebonds, 0,5 passe et 1,3 interception. Il dispute 18 rencontres, en moyenne 21 minutes 10. Trévise termine sa compétition en terminant troisième de son groupe de Top 16 où les deux qualifiés sont le Panathinaïkos et EP İstanbul. Il est récompensé à titre individuel du Euroleague Rising Star, meilleur espoir de l'Euroligue.
Trévise termine second de la phase régulière de son championnat. Puis lors des play-offs, Trévise élimine Milan lors de la cinquième manche, puis Rome en quatre rencontres et enfin remporte le championnat face à Fortitudo Bologne en finale. Trévise l'emporte en quatre manches, victoires 77 à 69, 88 à 82, une défaite 73 à 72 et enfin victoire 69 à 68. Les statistiques de Bargnani en Italie sont de 12,0 points, 5,6 rebonds, 1,4 passe en 24 minutes 4.

### Carrière en NBA
Le 28 juin 2006, il devient le premier Européen drafté comme premier choix (par les Raptors de Toronto).
Il finit deuxième derrière Brandon Roy pour le titre de NBA Rookie of the Year lors de sa première saison (2006-2007). Lors de cette première saison, le pivot affiche des statistiques correctes. Ainsi, en 62 matchs (2 dans le cinq majeur) et un peu plus de 25 minutes de temps de jeu de moyenne, l'Italien marque 11,6 points à 42,7 % (37,3 % à trois points) auxquels s'ajoutent près de 4 rebonds. Son équipe se qualifie pour les playoffs, durant lesquels les Raptors sont éliminés au premier tour par les Nets du New Jersey en six matchs.

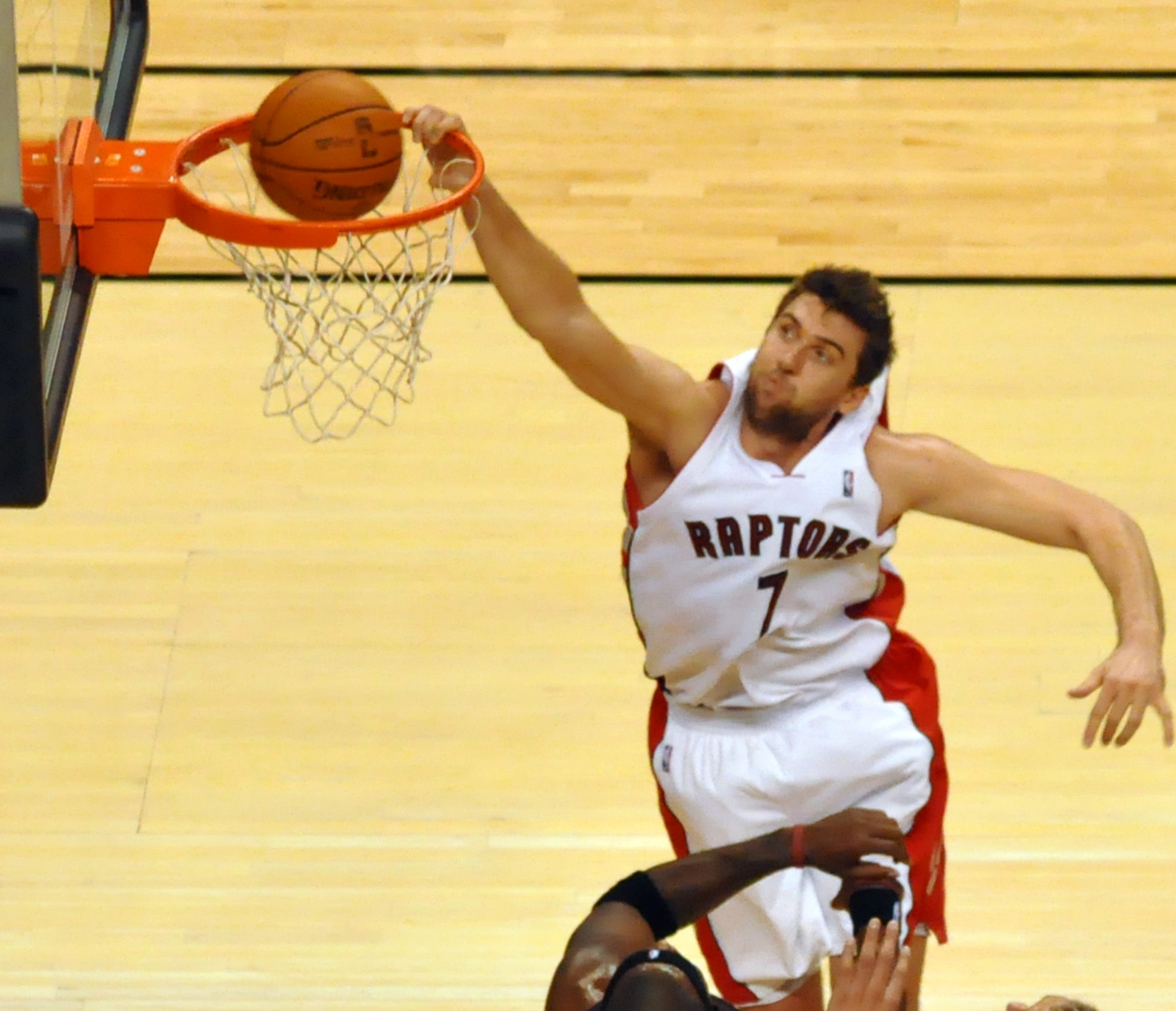
Bargnani sous le maillot des Raptors.

L'année suivante est légèrement décevante pour l'ancien premier choix de la draft en partie ralenti par des blessures. En effet, même s'il totalise 78 matchs disputés dont 53 comme titulaire, son temps de jeu comme ses pourcentages aux tirs et son scoring baissent en comparaison avec la saison précédente, il termine la saison avec 10,2 points par matchs et 3,7 rebonds en 23 minutes 9. Néanmoins son équipe est qualifiée pour les playoffs pour la deuxième saison consécutive. Elle sera encore éliminée au premier tour par le Magic d'Orlando en cinq matchs.
La saison 2008-2009, est celle qui va imposer définitivement Andrea Bargnani comme un titulaire de la franchise canadienne. En effet, parti comme un remplaçant en début de saison, il figure rapidement dans le cinq majeur de l'équipe grâce à ses bonnes prestations. Ces progrès se confirment durant toute la saison régulière qu'il termine avec 15,4 points et 5,3 rebonds de moyenne par match. Cependant, sur le plan collectif le bilan de la saison des Raptors de Toronto est catastrophique : ils terminent parmi les équipes les plus faibles de la ligue, au quatrième de la division et au treizième de Conférence Est.
Avec notamment l'arrivée du turc Hedo Turkoglu, l'objectif annoncé de la franchise canadienne est celui de retrouver les playoffs. Andrea Bargnani continue à améliorer son jeu et il termine la saison avec une moyenne de 17,2 points et 6,2 rebonds par match. Cependant, l'équipe n'arrive pas à trouver son jeu notamment du point de vue défensif et alterne les bonnes et les mauvaises séries. Cette irrégularité dans leurs prestations entraine un nouvel échec et les Raptors de Toronto finissent neuvième de la conférence à seulement une victoire des Chicago Bulls dernier qualifié.
Après le départ de leur franchise player Chris Bosh pour le Heat de Miami, Bargnani doit assumer la responsabilité de la marque. Il termine la saison avec une moyenne de 21,4 points ce qui le place au quinzième rang de la ligue. Il ajoute également 5,2 rebonds, 1,8 passe, 0,5 interception et 0,7 contre. Durant cette saison, il inscrit 30 points ou plus à huit reprises, dont 41 lors d'une défaite 113 à 110 face aux Knicks de New York. Avec 16 sur 24 aux tirs, dont un 2 sur 3 à trois points - et également 7 rebonds, 6 passes et 2 deux interceptions - il réalise la meilleure performance à la marque depuis son arrivée en NBA. Toronto termine avec un bilan de 22 victoires pour 60 défaites - 14 sur 15 dans la conférence Est.
Lors de la Saison NBA 2011-2012, l'italien effectue son meilleur début de championnat, notamment dans le secteur offensif, ce qui fait de lui un candidat sérieux pour les NBA All-Star Game. Malheureusement, des blessures musculaires à répétitions vont le tenir éloigné des parquets durant une grande partie de la deuxième moitié de saison. Son absence va être très préjudiciable pour les Raptors, qui perdent ainsi leur leader et meilleur marqueur. En effet, la franchise canadienne termine la saison avec un bilan de 23 victoires pour 48 défaites à la onzième place de la Conférence Est.
Après sept saisons passées au Raptors de Toronto, il est transféré aux Knicks de New York le 10 juillet 2013 en échange de Marcus Camby, Steve Novak, Quentin Richardson un choix de premier tour draft 2016 et des choix de second tour draft 2014 et 2017.
Le 13 juillet 2015, il signe aux Nets de Brooklyn pour deux ans et le salaire minimum.

### Retour en Europe
Bargnani revient en Europe à l'été 2016 et signe un contrat de deux ans avec le Saski Baskonia mais le contrat est rompu en avril 2017.

### Retraite
Après quelques mois sans faire de déclarations publiques, en janvier 2018, avec un post sur son profil Facebook, il annonce que, bien qu'étant en bonne condition physique, il ne cherche pas de nouveaux engagements pour des raisons personnelles, officialisant ainsi de fait la fin de sa carrière à l'âge de 32 ans.

### En sélection

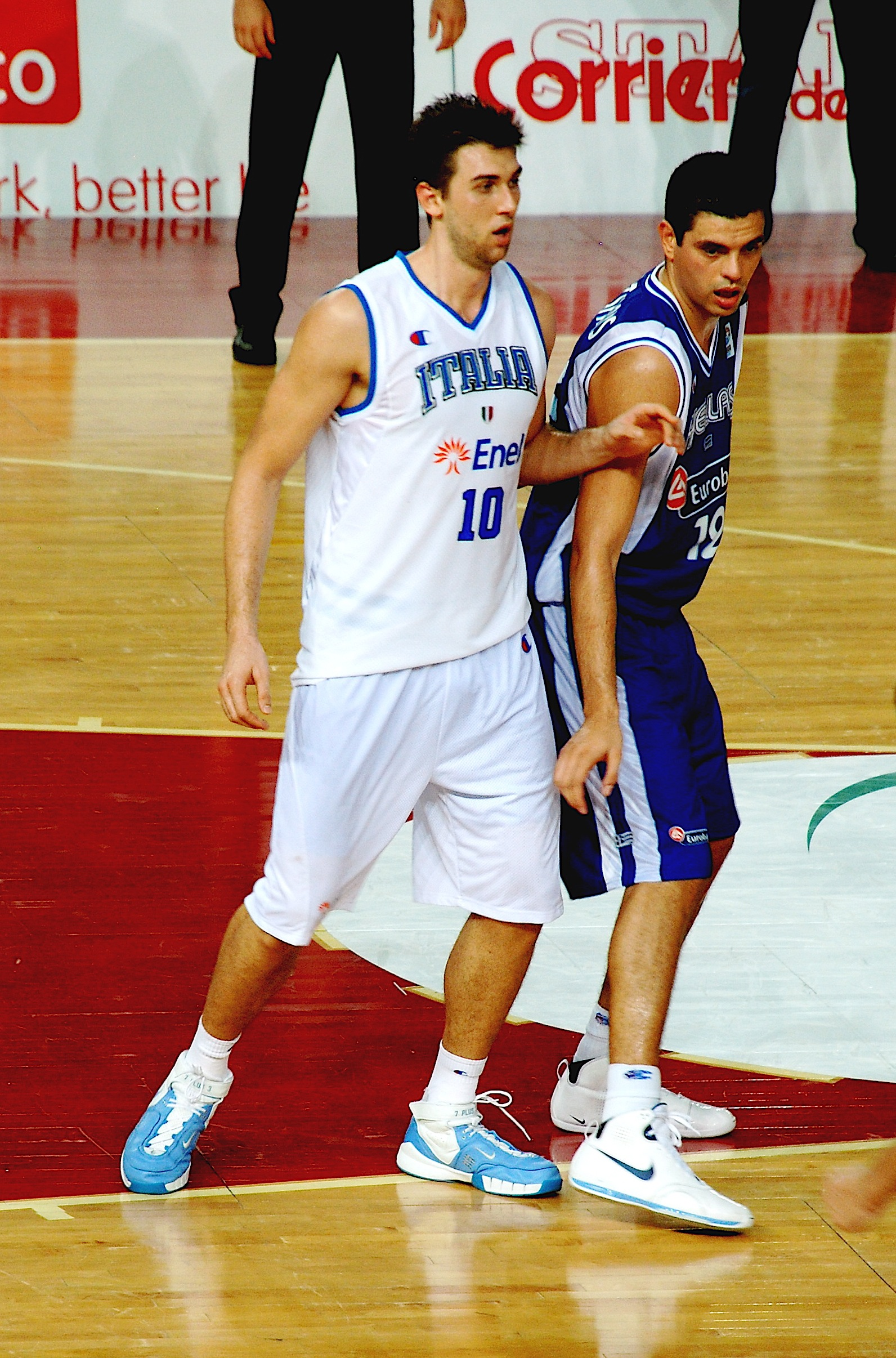
Andrea Bargnani avec l'Italie contre la Grèce.

Avant de rejoindre la sélection des A pour l'Eurobasket 2007, Bargnani a porté les couleurs des sélections des juniors et des vingt ans et moins (U20).
Lors du championnat d'Europe 2007, où il présente des statistiques de 12,7 points,5,0 rebonds et 0,5 passe, l'Italie se fait éliminer lors du deuxième tour, terminant cinquième de son groupe derrière la Lituanie, la Slovénie, la France et l'Allemagne. Il retrouve la sélection italienne lors du tour de repêchage au championnat d'Europe. Lors des quatre matchs de son groupe également composé de la France et de la Finlande, et dont l'Italie termine finalement troisième, il inscrit 10,8 points, 5,0 rebonds, 0,5 passe en 26 minutes 8.
Lors du Championnat d'Europe 2011, l'Italie parvient à réunir ses trois joueurs évoluant en NBA, Marco Belinelli, Danilo Gallinari et Bargnani. Placé lors d'un premier tour dans un groupe relevé avec la présence de trois autres grosses équipes (la France, l'Allemagne et la Serbie), et de l'Israël et de la Lettonie, l'Italie termine la compétition avec une seule victoire. Bargnani, avec 22,8 points en 34 minutes 2 termine meilleur marqueur de son équipe. Il ajoute également 7,4 rebonds, 0,8 passe, 0,4 interception et 1,6 contre.

## Clubs successifs
- 2002-2003 :  Stella Azzurra Rome (Lega Due)
- 2003-2006 :  Benetton Trévise (LegA)
- 2006-2013 :  Raptors de Toronto (NBA)
- 2013-2015 :  Knicks de New York (NBA)
- 2015-2016 :  Nets de Brooklyn (NBA)
- 2016-2017 :  Laboral Kutxa Vitoria (Liga ACB)

## Palmarès
Il possède un titre de champion d'Italie à son palmarès, en 2005-2006 et deux coupes d'Italie, en 2004 et 2005.
Sur le plan individuel, il est nommé Euroleague Rising Star, meilleur espoir de l'Euroligue, en 2006.
Désigné no 1 de la Draft 2006 de la NBA, il est nommé à deux reprises rookie du mois, lors des mois de janvier et février de l'année 2007. Il est également nommé dans la NBA All-Rookie First Team en 2007.

## Records sur une rencontre en NBA
Les records personnels d'Andrea Bargnani en NBA sont les suivants, :
| Type de statistique        | Saison régulière | Saison régulière       | Saison régulière | Playoffs | Playoffs             | Playoffs      |
| Type de statistique        | Record           | Adversaire             | Date             | Record   | Adversaire           | Date          |
| -------------------------- | ---------------- | ---------------------- | ---------------- | -------- | -------------------- | ------------- |
| Points                     | 41               | @ Knicks de New York   | 8 décembre 2010  | 18       | Nets du New Jersey   | 1er mai 2007  |
| Paniers marqués            | 16               | @ Knicks de New York   | 8 décembre 2010  | 6        | 2 fois               | 2 fois        |
| Paniers tentés             | 28               | @ Nets du New Jersey   | 5 mars 2011      | 11       | 2 fois               | 2 fois        |
| Paniers à 3 points réussis | 5                | 11 fois                | 11 fois          | 2        | 3 fois               | 3 fois        |
| Paniers à 3 points tentés  | 10               | 3 fois                 | 3 fois           | 5        | 2 fois               | 2 fois        |
| Lancers francs réussis     | 15               | Wizards de Washington  | 18 mars 2011     | 4        | 2 fois               | 2 fois        |
| Lancers francs tentés      | 18               | Wizards de Washington  | 18 mars 2011     | 5        | Nets du New Jersey   | 1er mai 2007  |
| Rebonds offensifs          | 6                | 2 fois                 | 2 fois           | 1        | 4 fois               | 4 fois        |
| Rebonds défensifs          | 13               | @ Pacers de l'Indiana  | 11 janvier 2010  | 7        | @ Nets du New Jersey | 4 mai 2007    |
| Rebonds totaux             | 17               | @ Pacers de l'Indiana  | 11 janvier 2010  | 7        | @ Nets du New Jersey | 4 mai 2007    |
| Passes décisives           | 7                | @ Celtics de Boston    | 23 janvier 2008  | 4        | @ Nets du New Jersey | 29 avril 2007 |
| Interceptions              | 4                | 2 fois                 | 2 fois           | 2        | @ Nets du New Jersey | 27 avril 2007 |
| Contres                    | 6                | 3 fois                 | 3 fois           | 2        | Magic d'Orlando      | 26 avril 2008 |
| Balles perdues             | 7                | @ Bobcats de Charlotte | 17 mars 2012     | 3        | @ Nets du New Jersey | 29 avril 2007 |
| Minutes jouées             | 52               | @ Nets du New Jersey   | 5 mars 2011      | 41       | Nets du New Jersey   | 1er mai 2007  |

- Double-double : 28
- Triple-double : 0